# Хиро Арикава
Хиро Арикава (јап. צרויה שלו有川 浩, енгл. Arikawa Hiro, рођена 9. јуна 1972. године, Кочи, Префектура Кочи, Јапан) је јапанска књижевница лаких романа из Кочија, Јапан.

## Биографија
Арикава је рођен 9. јуна 1972. године у граду Кочи, префектура Кочи, Јапан. Освојила је десету годишњу награду за роман Dengeki за нове писце за Shio no Machi: Wish on My Preciou 2003. године, а књига је објављена следеће године. Роман је хваљен због љубавне приче између хероине и хероја подељених по годинама и друштвеном статусу, као и због приказа војних структура.
Иако је писац лаких романа, њене књиге од њеног другог рада па надаље објављиване су у тврдом повезу уз више књижевних дела, а Арикава је у том погледу имала посебан третман од њеног издавача, MediaWorks. Роман Shio no Machi је такође касније објављен у тврдом повезу. Њен лаки роман из 2006. године Toshokan Sensō (The Library War) проглашен је за Hon no Zasshi's  број један за забаву за прву половину 2006. и био је пети на "Japan Booksellers' Award" (Taishō) за ту годину, такмичећи се са обичним романима.
Писала је о Јапанским снагама за самоодбрану (ЈСДФ); њена прва три романа која се односе на три огранка позната су као Jieitai Sanbusaku (трилогија СДФ). Такође је писала о измишљеним библиотечким силама у серијалу Toshokan Sensō. Raintree no Kuni, који се први пут појавио као књига у књизи у Toshokan Nairan , касније је објавио "Арикава" као spin-off са другим издавачем. Адаптиран је у филм под називом World of Delight објављен 21. новембра 2015.  
Њен роман Shokubutsu Zukan је адаптиран у филм под називом Shokubutsu Zukan: Unmei no Koi, Hiroimashita (Evergreen Love), објављен 4. јуна 2016.   Исто тако, друга два њена романа, тј Freeter, Ie wo Kau и Hankyū Densha су адаптирани у филму или ТВ серијама 2010. и 2011. године.
Tabineko Ripouto (Путопис једног мачка) дело које је серијализовано у Weekly Bunshun између 2011-2012, састављено је у роман 2012. У њему је протагониста мачка по имену Нана (јапански за седам), која улази у живот љубитеља мачака Саторуа, који још увек оплакује своју прву мачку Хачија (јапански за осам).  Tabineko Ripouto је брзо стекла признање критике и неколико номинација за књижевне награде.  Превео га је Филип Габријел и објављен на енглеском као The Travelling Cat Chronicles 2017. Роман је затим адаптиран у филм 2018. 

## Утицај
У есеју из 2011. који је написао дизајнер видео игара Хидео Којима,  рецензирао је Арикавин роман Hankyu Densha  док је причу повезао са својим личним искуствима вожње Ханкју железницом као дете. Есеј је касније објављен у Којиминој аутобиографској књизи The Creative Gene (Креативни ген), објављеној 12. октобра 2021. 